# Joaquin, Texas
Joaquin là một thành phố thuộc quận Shelby, tiểu bang Texas, Hoa Kỳ. Năm 2010, dân số của xã này là 824 người.

## Dân số
- Dân số năm 2000: 925 người.
- Dân số năm 2010: 824 người.